# Especial (álbum)
Especial es el tercer álbum del grupo de rock argentino Viejas Locas. Fue publicado por la discográfica PolyGram en 1999.
El álbum fue grabado en el estudio Circo Beat entre noviembre y diciembre de 1998 y salió a la venta el 28 de marzo de 1999. Contó con la producción artística del reconocido productor Nigel Walker, quien también fue el técnico de grabación y el encargado de la mezcla de casi todas las canciones. Fue masterizado en Mr. Master por Mariano Rodríguez (quien se encargó de la mezcla de las canciones "Excusas" y "Voy a dejarte"). Fue publicado en formato CD y casete.
El arte estuvo a cargo de Viejas Locas, fue realizado por Gabriela Gómez Giusto y las fotografías estuvieron a cargo de Roy Di Tursi (al igual que en los anteriores trabajos discográficos del grupo).
Los cortes de difusión del álbum fueron las canciones "Legalícenla", "Descansar en paz", "Homero", "Me gustas mucho" y "Todo sigue igual" (las últimas tres contaron con sus respectivos videoclips). El hit Me gustas mucho fue considerado como la 99° mejor canción del rock argentino en la lista de Los 100 Hits de la revista Rolling Stone en 2002.

## Listado de canciones
| N.º | Título                                | Escritor(es)                                      | Duración |  |
| 1.  | «Estamos llegando»                    | Pity Álvarez · Gustavo Tulissi · Pastor Gutiérrez | 3:20     |  |
| 2.  | «Todo sigue igual»                    | Sergio Toloza                                     | 3:34     |  |
| 3.  | «Me gustas mucho»                     | Pity Álvarez                                      | 3:18     |  |
| 4.  | «Una espina en el ojo»                | Pity Álvarez                                      | 3:00     |  |
| 5.  | «Homero»                              | Pity Álvarez                                      | 4:25     |  |
| 6.  | «Qué vas a hacer tan sola hoy?»       | Pity Álvarez                                      | 4:08     |  |
| 7.  | «Una vez más»                         | Fabián Crea                                       | 4:17     |  |
| 8.  | «Legalícenla»                         | Pity Álvarez                                      | 5:33     |  |
| 9.  | «Excusas»                             | Sergio Toloza                                     | 4:24     |  |
| 10. | «Se que lo atraparé»                  | Pity Álvarez                                      | 2:46     |  |
| 11. | «638...»                              | Pity Álvarez                                      | 2:53     |  |
| 12. | «Niños»                               | Pity Álvarez                                      | 4:48     |  |
| 13. | «Descansar en paz»                    | Pity Álvarez                                      | 3:04     |  |
| 14. | «Una piba como vos»                   | Pity Álvarez                                      | 2:24     |  |
| 15. | «El árbol de la vida / Voy a dejarte» | Álvarez · Tulissi · Gutiérrez / Álvarez           | 6:13     |  |

## Músicos
- Pity Álvarez: voz principal y coros, guitarra rítmica.
- Sergio Toloza: guitarra principal y coros.
- Fabián Crea: bajo y coros
- Ezequiel "Peri" Rodríguez: armónica.
- Adrián "Burbujas" Pérez: pianó y órgano.
- Juan "Juancho" Carbone: saxofón.
- Abel Meyer: batería.

Músicos invitados:
- Hugo Lobo: trompeta.
- Adrián Meli:  trompeta.
- Luis Conde: saxofón.
- Estela Carbone: coros.